# Actina flavicornis
Actina flavicornis är en tvåvingeart som först beskrevs av James 1939.  Actina flavicornis ingår i släktet Actina och familjen vapenflugor.
Artens utbredningsområde är Taiwan. Inga underarter finns listade i Catalogue of Life.